# Mauricio Pineda (futbolista)
Mauricio Pineda (Bolingbrook, 17 de octubre de 1997) es un futbolista profesional estadounidense que juega como defensa central en Chicago Fire de la Major League Soccer.

## Trayectoria

### Carrera universitaria
Pineda formó parte de la academia Chicago Fire antes de asistir a la Universidad de Carolina del Norte en Chapel Hill, donde jugó fútbol universitario de 2016 a 2019, hizo 79 apariciones, marcó 17 goles y sumó 8 asistencias.
Mientras estaba en la universidad, Pineda también participó en la USL League Two, Tobacco Road FC y North Carolina FC U23.

### Chicago Fire
El 17 de enero de 2020, Pineda firmó un contrato de un año con Chicago Fire como jugador local, con opciones para otras tres temporadas. Pineda hizo su debut profesional el 1 de marzo de 2020, comenzando en una derrota por 2-1 ante Seattle Sounders en CenturyLink Field.
El 14 de julio de 2020 Pineda obtuvo su primera asistencia y anotó su primer gol profesional para el Fire, también contra Seattle en el Torneo MLS is Back. El Fire ganó 2-1 con el gol de Pineda como ganador del juego. Al día siguiente firmó un contrato con el club hasta 2021.

## Carrera internacional
En diciembre de 2020, después de su primera temporada profesional en la MLS, Pineda fue llamado a la selección absoluta de Estados Unidos, la primera convocatoria que recibió en cualquier nivel de edad. Pineda fue incluido en la lista final de 20 jugadores sub-23 de Estados Unidos para el Campeonato de Clasificación Olímpica Masculina de la CONCACAF 2020 en marzo de 2021.

## Vida personal
Es de ascendencia mexicana. Es el hermano menor del exjugador de fútbol Víctor Pineda, quien también jugó en el Chicago Fire.

## Clubes
| Club         | País           | Año             |
| ------------ | -------------- | --------------- |
| Chicago Fire | Estados Unidos | 2020-Actualidad |